# Calendulauda erythrochlamys
Calendulauda erythrochlamys е вид птица от семейство Чучулигови (Alaudidae).

## Разпространение
Видът е разпространен в Намибия.